# Магидов, Роберт
Роберт Магидов (26 декабря 1905 — февраль 1970) — американский журналист, обвинённый в 1948 году в шпионаже в пользу США, переводчик с русского на английский и с английского на русский, позднее профессор русской литературы в Нью-Йоркском университете.

## Биография
Родился 26 декабря 1905 года в Лысянке Звенигородского уезда Киевской губернии. Прибыл в США 19 августа 1922. Согласно некоторым американским источникам его имя при въезде в США было Рубин Магиденко. По сведениям его родственницы, литературоведа Берты Корсунской, имя в России — Рувим Хаскелевич Магиденко. Англизированные имена родителей — Чарльз (Charles Wolf, 1886—9.01.1948) и Джени (Jennie) Магидофф  (1885—28.09.1953).
В 1925 выпустил в Нью-Йорке сборник стихотворений "Рожь и крапива". 30 октября 1930 отправил в журнал "Красная новь" рукописи трёх стихотворений "Две родины", "Негр", "Дни". Стихи, по-видимому, опубликованы не были и хранятся вместе с письмом автора в редакцию в фонде журнала "Красная новь" в РГАЛИ. В 1931 году получил гражданство США.
В 1932 году закончил со степенью бакалавра Университет Висконсина. В 1933 впервые после эмиграции посетил СССР как турист.
В 1935 приезжает работать в СССР как иностранный корреспондент  «Ассошиэйтед пресс» и NBC.

В 1937 советское правительство направляет Р. Магидова в качестве корреспондента советского журнала "Смена" на Парижскую выставку. Магидов пишет восторженный репортаж о памятнике "Рабочий и колхозница": 
Единственный павильон, в котором отражается вся жизнь страны <...> — советский павильон. <...> Советский павильон в отличие от других полон трепетной жизни. <...> Когда глядишь на лица посетителей, исполненные уважения к освобожденному народу, создающему будущее человечества, веришь, что чувства миллионных народных масс выразили в книге отзывов двое французских рабочих, написавших следующее: "Выражаем надежду, что свободный и справедливый режим Советского Союза распространится на весь земной шар!"
14 октября 1937 года Магидов женится на ранее судимой по политической статье Неониле Ивановне Шевко, спасая её, по её же словам, от очередного ареста.

12 января 1940 года Магидов получил запрос от газеты "Дейли экспресс", на которую он работал,  "по финляндскому вопросу" . Магидов не поясняет, в чем конкретно состоял запрос. 8 января боевые действия между советскими и финскими войсками около посёлка Суомуссалми закончились крупным поражением советских войск. 11 января комбриг 44-й стрелковой дивизии А. И. Виноградов, начальник штаба полковник О. И. Волков и начальник политотдела полковой комиссар И. Т. Пахоменко были расстреляны перед строем дивизии. 13 января "Дейли экспресс" опубликовала заметку со ссылкой на московского корреспондента, ещё не получив ответа от Магидова. Он, в свою очередь, опубликовал открытое письмо: 
12 января я получил запрос по финляндскому вопросу от редакции "Дейли экспресс", чьим корреспондентом я являюсь в Москве. Не дожидаясь ответа, газета  13 января напечатала лживое сообщение со ссылкой на своего московского корреспондента. Ввиду того, что  "Дейли экспресс" использовала недопустимый метод фальсификации, несовместимый с моей честью журналиста, выражая свой протест, я отказался от сотрудничества в этой газете. Прошу с сегодняшнего дня меня не считать сотрудником "Дейли экспресс". 15 января 1940.
C 16-го по 22-е января ответ Магидова был перепечатан в десятках советских газет, он был переведён на языки народов СССР, в том числе на удмуртский и коми-пермяцкий. В некоторых изданиях открытое письмо Магидова вышло под заголовком: "Газета "Дейли экспресс" разоблачена своим корреспондентом".
Весной 1941 года среди многих предупреждений о грядущей войны, полученных Сталиным, было одно не совсем обычное. 6 марта посол Великобритании Стаффорд Криппс собрал пресс-конференцию, на которую были приглашены английские и американские <ниже последние выделены жирным шрифтом — ВП> корреспонденты Чоллертон, Ловелл, Кассиди, Дюранти, Шапиро и Магидов. Предупредив, что эта информация строго конфиденциальна и не для печати, посол Криппс сделал следующее заявление: "Многие надежные <...> источники из Берлина сообщают, что Германия планирует нападение на Советский Союз в этом году, вероятно летом. <...> Другая причина, по которой советско-германская война должна начаться в этом году, заключается в том, что <...>  Гитлеру выгоднее попытаться сломить Красную Армию до того, как будет закончена ее реорганизация". Через пять дней со ссылкой на "Источник НКГБ СССР, близко стоящий к английскому посольству в Москве" эта информация за подписью  наркома НКГБ Меркулова лежала на столе у Сталина.
В 1941 году работает в московских бюро телеграфных агентств – английском «Эксчейндж телеграф» и американском «Ассошиэйтед пресс». Одновременно работает на "Нэйшенэл Бродкастинг Корпорейшэн". В «Ассошиэйтед пресс» был асситентом Генри Кэссиди, которого утром 22 июня вызвал в Москву с отдыха в Сочи завуалированной телеграммой "Самолёт сейчас":94. В сентябре 1941 году был одним из 9 американских корреспондентов зарегистрированных в отделе печати НКИД, причём 6 из них приехали уже после начала войны.
После начала войны жена Нила Шевко самостоятельно переезжает в Америку. Магидова в середине октября эвакуируют в Куйбышев. Оттуда 9 декабря 1941 года он направляет письмо А. С. Щербакову с просьбой разрешить "выехать в Москву по крайней мере на короткий период для передачи по радио серии выступлений", так как "только немногие из моих радиопередач [из Куйбышева] были достаточно ясными, чтобы их можно было там [в США] слушать". В октябре 1943 Магидов побывал в США, куда прибыл через Бразилию.
В 1944 году американский католический священник польского происхождения Станислав Орлеманский через Аляску и Сибирь добрался до Москвы и встретился со Сталиным. Это необычное событие привлекло внимание Магидова. Он обратился к Сталину с письмом: "Заявление отца Орлеманьского, что ваше отношение к римско-католической церкви является весьма дружественным, вызвало большой интерес во всем мире <...>. Не пожелаете ли Вы сказать еще что-то для раз'яснения этого вопроса?" На письме резолюция Сталина: "В дело. ИСт.".
Во второй половине 40-х работал также в компании МакГроу-Хилл паблишинг (The McGraw-Hill Publishing Company, Inc), начало работы в ней точно неизвестно.
В том же 1944 году к Магидову, который был в то время руководителем бюро NBC в Москве, устроилась на работу секретарем Сесилия Нельсон (Кохонен). Сессилия, уроженка штата Мичиган, финка по происхождению, вместе с родителями приехала в СССР, после чего и родители, и она стали советскими гражданами.
В декабре 1947 подготовил сообщение о советской денежной реформе. В нём он утверждал, что реформа с одной стороны призвана повысить стандарты жизни в СССР, но с другой привела к существенным потерям банковских накоплений населения. После того, как цензура удалила все упоминания о негативных эффектах реформы, оставив только положительные, Магидов отказал посылать сообщение:125-126. 
15 апреля 1948 года газета "Известия" опубликовала на двух колонках письмо Сессилии Нельсон, в котором она утверждала, что в бумагах журналиста она обнаружила материалы разведывательного характера. Магидов пытался добиться объяснений, требовал опубликовать опровержение, но вместо этого отдел печати МИДа приказал ему в 48 часов покинуть страну. К 20 апреля 1948 года Магидовы прибыли в Берлин (после окончания войны Нила вернулась в СССР, выехав из США 23 августа 1945 года)
Аннабелл Бюкар бывшая сотрудница информационного отдела посольства США, а позднее – невозвращенка, в своей пропагандистской книге "Правда об американских дипломатах" писала:
Вскоре из Советского Союза был выслан за шпионаж американский корреспондент Роберт Магидов. Я хочу здесь отметить лишь то, что мне известно о деятельности Магидова, поскольку он бывал частым "гостем" в посольстве и был хорошо известен всем американцам.
Роберт Магидов долгие годы жил в Советском Союзе, хорошо изучил страну и русский язык. Он женился на русской женщине и таким образом обзавёлся здесь родственными связями.
В американском посольстве Магидов слыл хорошо информированным человеком. Он был полезен и ценен для посольства, так как систематически передавал разные сведения о Советском Союзе.
В посольстве о нём говорили, как о ловком человеке, которому удаётся всюду проникать и получать информацию благодаря тому, что у своих русских знакомых он всегда старался создавать впечатление лояльного и даже дружески настроенного к СССР человека.
Я считаю, что американские разведчики, действующие под прикрытием издательства "Мак Гроу-Хилл", не случайно остановили свой выбор на Магидове и поручали ему собирать шпионскую информацию о Советском Союзе. Американским разведывательным органам было известно, что Магидов хорошо знаком с советскими условиями и имеет опыт шпионской работы.
Магидов приложил немало усилий, чтобы выполнить задания американской разведки. Знакомясь с советскими учёными, работающими в области новых научных исследований, Магидов собирал и передавал в посольство малейшие данные, которые становились ему известными.
Связь с американскими разведывательными органами Магидов, как правило, осуществлял через дипломатическую почту посольства. Я помню, как несколько раз, когда я являлась ответственным дежурным по посольству, Магидов сдавал в комнату дипломатической почты свои пакеты для отправки в США. Посольство, таким образом, потворствовало и помогало Магидову в его шпионской работе, нарушая дипломатические привилегии.

Я нисколько не удивилась, узнав, что советские власти решили положить конец этому скандальному делу.
Разработка Магидова была начата задолго до его высылки. Поэтесса Руфь Тамарина цитирует ответ на просьбу матери, отбывшей 5 лет лагерей как ЧСИР, о снятии судимости в 1946 под названием "Меморандум": "До последнего времени имеет связь с иностранцем МЭГГИ (Магидовым), подозреваемым в ш/п деятельности", там же приведены сведения о знакомстве семьи Тамариных с Магидовым, полученные от агентов в сентябре-декабре 1944 года. 
В 1948-1950 годах из-за контактов с Магидовым были арестованы многие его знакомые. Руфь Тамарина приводит имя драматурга Петра Жаткина. Его о пьесу партизанах "Белые ангелы",  написанную во время войны совместно с Магидовым, она перепечатывала. Тамарина была арестована 28 марта 1948 года за несколько недель до высылки Магидова. 12 июня 1948 года Особое Совещание МГБ «по подозрению в шпионаже в пользу США» приговорила её к 25 годам исправительно-трудовых лагерей по Указу об отмене смертной казни. Аресты знакомых Магидова продолжались и позже, 5 июля 1949 был арестован еврейский поэт Вениамин Гутянский, он был приговорён 10 годам заключения и умер от туберкулёза в 1956 году, не дожив до реабилитации. Жена Гутянского, литературовед Берта Корсунская, дальняя родственница Магидова, также была репрессирована.
Печальная судьба друзей и знакомых Магидова не была известна в среде американcких корреспондентов. В августе 1962 года Уитман Бассоу, корреспондент журнала "Newsweek", стал первым высланным американским корреспондентом после отмены предварительной цензуры их сообщений. Тепло вспоминая, как многие московские друзья пришли с ним проститься, он пишет: "Я могу легко представить, что случилось бы с друзьями Роберта Магидоффа, если бы они решились с ним попрощаться":217
В 1949-1958 годах живёт чтением лекций и писательским трудом, не имея постоянного места работы. Не позднее 1954 года Магидовы познакомились в Элеонорой Рузвельт, которая бывала у их загородном доме на озере Скуам-лейк (Squam Lake) в штате Нью-Хемшир и находила, что "Миссис Магидофф — одна из самых теплых и восхитительных людей".
В 1958-1961 годах читает лекции на русском языке в Мичиганском университете. В 1963 там же защитил диссертацию (Ph. D.).
С 1961 по 1970 профессор русской литературы в Нью-Йоркском университете, многолетний глава Славянского отделения. Именно по рекомендации Магидова русский поэт второй волны эмиграции Иван Елагин вместо подготовки традиционной диссертации перевёл на русский язык  поэму о Гражданской войне в США Стивена Винсента Бене «Тело Джона Брауна» объёмом более 12 000 строк. Перевод был зачтен как диссертационное сочинение, и Елагин в 1969 году получил степень Ph. D..  В 1964—1965 Магидов прочитал полный курс русской литературы для CBS Network. В 1961—1970 годы составил и отредактировал трёхтомную антологию русской научной фантастики.

## Семья
- Жена (14 октября 1937) — Неонила[4] (Нила) Ивановна Шевко (Nila Shevko) (1905—19 марта 1999, Лакония, Нью-Хамшир)[43][45]. Основной источник сведений о биографии миссис Магидофф — это её собственная автобиографическая книга "Нила" и её пересказы. Приведённые в ней сведения не поддаются проверке и подтверждению. Нила родилась в деревне Девинишки в Белоруссии. В 1925 году вышла замуж за Карла Галина (Karl Gahlin или Karel Gahlen). Два года работала в Киргизии  учителем, затем нанялась на советское торговое судно матросом, путешествовала по миру. Во время её отсутствия Галин «стал лидером оппозиционного движения против Сталина». Нила вслед за мужем стала активистом антисталинского подполья. Она и муж были арестованы и отправлены в Сибирь. Нила провела пять лет в заключении по политическому приговору; а её муж умер в лагере. Выйдя из лагеря, Нила якобы «стала успешным репортером в Москве для пропагандистского издания на иностранном языке, часто выигрывая конкуренцию с другими изданиями. Однажды она тайно проникла в Кремль, притворившись музыкантом,  чтобы дать репортаж с похорон высокопоставленного чиновника». В 1937 вышла замуж за Р. Магидова[45]. Въехала в США 20 октября 1941 года как "не квотируемый иностранец" (a non quota alien). Весной 41-го был арестован советский резидент Гайк Овакимян. Через месяц после начала войны, 23 июля 1941 года, он был освобождён  в результате сделки: Овакимяна обменяли на шестерых американцев (в действительности возвращены были только трое граждан США, арестованных на занятой частями Красной Армии территории Польши). Нила Магидофф приехала в США как одна из шестерых обменённых[4]. Вскоре Нила начала читать лекции от имени Общества помощи России в войне», чем она и занималась в течение трёх лет, собирая пожертвования. Она была отмечена отличием за продажу большего количества военных облигаций США, чем любой другой оратор[45].  После войны Нила вернулась в СССР, уже получив американское гражданство. После высылки в апреле 1948  она приезжала в СССР, как минимум дважды, в 1958 и 1967 годах[46]. Брак был бездетным[45].
- Брат — Paul (Павел) Magidoff (1904—1992)[7][47]
- Брат — Abraham (Абрам) Magidoff (1910—?)[48]
- Сестра — Bessie (Елизавета?) Magidoff (1912—?)[7]

## Труды

### Книги
- Магидов Р. (Магиденко) Рожь и крапива. Нью-Йорк, 1925. 32 с.
- Магидов Роберт,  Б. Борисов, Захар Гисенкин, Ян Каминский, Негры поют. Изд. Союза Русских революционных Работников Искусства им. М. Горького в С.А.С.Ш., Нью-Йорк, 1934. 80 с. (Составлено и переведено Р. Магидовым)
- Магидов Р. Антология негритянской поэзии  Изд-во: Журнально-газетное объединение Серия: Библиотека "Огонек" 1936
- Магидов Р. Всемирная парижская. Смена № 295, Июль 1937
- Robert Magidoff. In Anger and Pity - A Report on Russia.  	Garden City, N.Y., Doubleday, 1949. Averill Press 2007 292 p.; Sagwan Press  2015 298 p.;
- Ezio Pinza, Robert Magidoff. Ezio Pinza: An Autobiography. Rinehart & Co. 1958. 307 p.
- Alexander Sukhovo-Kobylin, Krechinsky's Wedding: A Comedy in Three Acts. Robert Magidoff (Translator). The University of Michigan Press, 1961, 105 p.
- Robert Magidoff Guide to Russian literature : Against the background of Russia`s general cultural development, Preface by authour`s. – New York : New York University Press, 1964. – 56 P. – Index. P. 55–56.
- Boris Ottokar Unbegaun; Robert Magidoff. Studies in Slavic linguistics and poetics, in honor of Boris O. Unbegaun. New York, New York University Press, 1968.
- Russian Science Fiction (New York: New York University Press, 1964) [anth: trans Doris Johnson from various sources: hb/]
- Russian Science Fiction, 1968 (New York: New York University Press, 1968) [anth: trans Helen Jacobson from various sources: hb/]
- Russian Science Fiction, 1969 (New York: New York University Press, 1969) [anth: trans by various hands from various sources: hb/Carl Smith]
- Robert Magidoff. Yehudi Menuhin: The Story of the Man and the Musician. 1973 by Doubleday Books
- Robert Magidoff. The Kremlin Vs the People the Story of Civil Cold Civil War in Stalin S Russia.  Palala Press 2015 292 p.

### Статьи
- Robert Magidoff. The Russians called me a spy. // The Saturday evening post, July 17, 1948
- Robert Magidoff. The Life, Times and Art of Boris Pasternak // Fordham University Quarterly 42 (3):327-357 (1967)

### Неизданное
- П. Жаткин, Р. Магидов. "Белые ангелы" - пьеса в 4-х д., 7 к. Приложен протокол ГУРК. (Вместе с Петром Лазаревичем Жаткиным)[49]. В 1960  была опубликована П. Л. Жаткиным (Белые ангелы: Нар. драма : В 4 д., 7 карт. Москва : Искусство, 1960. 111 с.) без упоминания Р. Магидова. В конце 1940-х Пётр Жаткин из-за знакомства с Магидовым был арестован[12].

## В искусстве
Упоминается в неоконченном пропагандистском фильме А. Довженко "Прощай, Америка!":  "Провалился Магидов в Москве, тот самый, о котором я предупреждал Вас, мистер Гревс, полгода!" 

### Рекомендуемые источники
- Robert Magidoff. In Anger and Pity - A Report on Russia. Garden City, N.Y., Doubleday, 1949. Averill Press 2007 292 p.; Sagwan Press  2015 298 p.;
- Nila Shevko Magidoff. Nila: Her story as told to Willie Snow Ethridge.  New York: Simon and Schuster, 1956, 241 p; London: V. Gollancz, 1956, 241 p.
- FBI information, 01/25/1950
- "Vibrant" Lecturer Nila Magidoff To Tell Anventures // The Michigan Daily Page Image 5
- Nila Magidoff.  Only to Travel! Only to Live! // The Russian Century: A Hundred Years of Russian Lives

## Комментарии
1. ↑  Хелен Сесилия  Нельсон родилась 29 июня 1915 года на 311 East Harrie str в Ньюберри, штат Мичиган. Её родители Уолтер Нельсон и Эдна Алто были выходцами из Финляндии. В 1918 году семья переехала в Мейнард, штат Массачусетс, и жила там до 1935 года, пока не покинула США, уехав в Россию. Сесилия увлекалась музыкой и, по словам друзей семьи, уезжая в СССР, её родители надеялись, что дочь сможет продолжить музыкальное образование[29]. В 1939 году Сесилия вышла замуж за достаточно известного джазового тромбониста Тойво Кохонена, как и она американца финского происхождения [30]. Сесилия выполняла секретарскую работу для приглашенных журналистов Эдгара Сноу и Мориса Хиндуса, а также для посольства США. В течение двух (sic — ВП) лет она работала неполный рабочий день для Магидова[31]. В базах данных "Жертвы политического террора в СССР" и "Открытый список" содержатся справки[32][33] без сомнения относящаяся к Хелен Сесилии Нельсон. Ниже она приведена полностью: "Нельсон Хелен Валтеровна; Родилась в 1915 г., США, г. Нубери; финка; бывший член ВЛКСМ; студентка.; Проживала: Карельская АССР, Петрозаводск, Петрозаводск.; Арестована 10 июля 1938 г.; Приговорена: особая тройка КАССР 21 сентября 1938 г., обв.: по ст. 58-10.; Приговор: 10 лет, освоб. 10.07.40 Реабилитирована 30 августа 1993 г. прокурор Карелии". Единственные не совпадающие сведения - это замужество в 1939, но эта дата была сообщена Поле Гарб самой Сессилией в 1986. Таким образом, Сесилия Нельсон была освобождена за 8 лет до окончания срока без реабилитации, после чего начала работать в посольстве США и с американскими корреспондентами.